# Śląsk Świętochłowice (żużel)

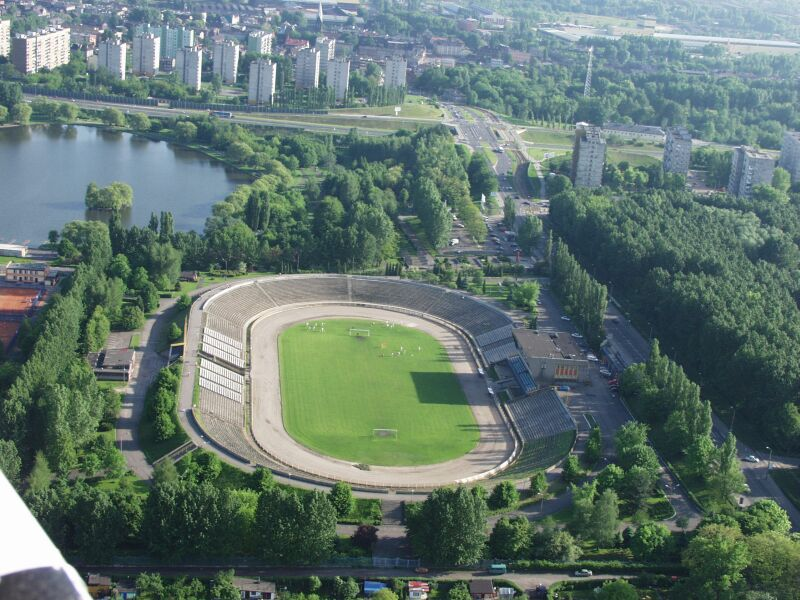
Stadion OSiR Skałka z lotu ptaka (2010)

Śląsk Świętochłowice – polski klub żużlowy ze Świętochłowic.
Sekcja motocyklowa Śląska powstała w 1947 roku, jednak za początki żużla w Świętochłowicach uznaje się rok 1951, kiedy to oddano do użytku pierwszy tor żużlowy w mieście, tzw. Hasiok.
Po reorganizacji polskiego sportu, która miała miejsce na przełomie lat 40. i 50., działał w ramach Zrzeszenia „Stal”, jednak po „odwilży” powrócił do nazwy „Śląsk”.
W rozgrywkach ligowych na szczeblu centralnym brał udział w latach 1953–1996, przy czym początkowo jako centralna sekcja żużlowa Stali, której siedzibę przeniesiono z Ostrowa Wielkopolskiego.
Powrót ligowego żużla do Świętochłowic, po rocznej przerwie, nastąpił w sezonie 1998, kiedy do rozgrywek przystąpiło TŻ Śląsk.

## Historia
Po wojnie w 1947 pod szyldem Śląska powstała prężnie działająca sekcja motocyklowa, która organizowała wyścigi uliczne. W 1949 roku decyzją władz zmieniono nazwy klubów w Polsce, powołując w ich miejsce tak zwane zrzeszenia. W Świętochłowicach klub, mający związki z Hutą Florian, zmieniono w Zrzeszenie Sportowe „Stal”. Budowa toru żużlowego w Świętochłowicach została rozpoczęta w 1951 roku, przy udziale czynnego wówczas już zawodnika Roberta Nawrockiego, startującego w drużynie Budowlani Rybnik. Tor powstał w czynie społecznym na Narodowe Święto Odrodzenia Polski, tym samym został oddany do użytku 22 lipca 1951 roku. W tym okresie świętochłowiczanie mieli do dyspozycji dwa, przystosowane do wyścigów na torze, motocykle: NSU i Rudge AJS, zaś zawodników było czterech – Nawrocki, Zygfryd Makuła, Roman Staneczko i Klima.
W 1953 roku drużyna się rozwinęła z przeniesienia z Ostrowa Wielkopolskiego Centralnej Sekcji Żużlowej „Stal” i wystartowała w lidze. Do drużyny doszli tacy zawodnicy jak: Franciszek Haduła, Fietko i Romuald Iżewski z Rzeszowa, później dołączyli również Wiśniewski, Marian Kaiser i Stanisław Rurarz. Zmagania na torze oglądało już wtedy regularnie kilka tysięcy kibiców. Żużlowcy Śląska czterokrotnie wywalczyli mistrzostwo wśród drugoligowców, a wicemistrzostwo Polski w ekstraklasie w 1969, 1970 i 1973 roku było ich największym sukcesem.
Zawodnicy Śląska notowali również sukcesy w rywalizacji indywidualnej. Paweł Waloszek w roku 1970 we Wrocławiu wywalczył tytuł indywidualnego wicemistrza świata za Ivanem Maugerem, kilkakrotnie z drużyną zdobył tytuł mistrza świata i Europy. Osiągnięcia zanotował też Jan Mucha, wielokrotny reprezentant kraju, zdobywca Złotego Kasku. W latach 80. oprócz Waloszka i Muchy, liderami Śląska byli też Jerzy Kochman oraz Krzysztof Zarzecki. Ostatnimi sukcesami żużlowców Śląska, było wywalczenie w 1983 roku drugiego miejsca w mistrzostwach Polski par klubowych oraz w 1984 roku awansu do I ligi.
Od lat 90. żużel w Świętochłowicach zaczął tracić na jakości. Po sezonie 1996 zdecydowano o zamknięciu sekcji motorowej KS „Śląsk”. Przed sezonem 1998 powołano do życia Towarzystwo Żużlowe „Śląsk”.

## Sezony
| Sezon | Rozgrywki ligowe | Rozgrywki ligowe         | Rozgrywki ligowe | Rozgrywki ligowe | Uwagi                                               |
| Sezon | Liga             | Liga                     | Miejsce          | Miejsce          | Uwagi                                               |
| ----- | ---------------- | ------------------------ | ---------------- | ---------------- | --------------------------------------------------- |
| 1953  | I                | Liga                     | 10/10            | 10/10            |                                                     |
| 1954  | I                | Liga                     | 10/10            | 10/10            |                                                     |
| 1955  | II               | II liga                  | 5/7              | 5/7              |                                                     |
| 1956  | II               | II liga (gr. „południe”) | 1/8              | 1/8              | 2. miejsce w turnieju barażowym o awans             |
| 1957  | I                | I liga                   | 6/8              | 6/8              |                                                     |
| 1958  | I                | I liga                   | 8/8              | 8/8              |                                                     |
| 1959  | II               | II liga                  | 8/8              | 8/8              | Brak spadku – podjęto decyzję o likwidacji III ligi |
| 1960  | II               | II liga                  | 8/11             | 8/11             |                                                     |
| 1961  | II               | II liga                  | 5/11             | 5/11             |                                                     |
| 1962  | II               | II liga                  | 1/12             | 1/12             |                                                     |
| 1963  | I                | I liga                   | 7/8              | 7/8              |                                                     |
| 1964  | I                | I liga                   | 7/8              | 7/8              | Wygrane baraże o utrzymanie                         |
| 1965  | I                | I liga                   | 6/8              | 7/8              |                                                     |
| 1966  | I                | I liga                   | 7/8              | 7/8              | Przegrane baraże o utrzymanie                       |
| 1967  | II               | II liga                  | 1/10             | 1/10             |                                                     |
| 1968  | II               | II liga                  | 1/9              | 1/10             |                                                     |
| 1969  | I                | I liga                   | 2/8              | 2/8              |                                                     |
| 1970  | I                | I liga                   | 2/8              | 2/8              |                                                     |
| 1971  | I                | I liga                   | 4/8              | 4/8              |                                                     |
| 1972  | I                | I liga                   | 3/8              | 3/8              |                                                     |
| 1973  | I                | I liga                   | 2/8              | 2/8              |                                                     |
| 1974  | I                | I liga                   | 8/8              | 8/8              |                                                     |
| 1975  | II               | II liga                  | 3/8              | 3/8              |                                                     |
| 1976  | II               | II liga                  | 2/6              | 2/6              | Przegrane baraże o awans                            |
| 1977  | II               | II liga                  | 2/7              | 2/7              | Wygrane baraże o awans                              |
| 1978  | I                | I liga                   | 9/10             | 9/10             | Wygrane baraże o 9. miejsce w I lidze i utrzymanie  |
| 1979  | I                | I liga                   | 10/10            | 10/10            |                                                     |
| 1980  | II               | II liga                  | 3/8              | 3/8              |                                                     |
| 1981  | II               | II liga                  | 6/7              | 6/7              |                                                     |
| 1982  | II               | II liga                  | 4/7              | 4/7              |                                                     |
| 1983  | II               | II liga                  | 3/8              | 3/8              |                                                     |
| 1984  | II               | II liga                  | 1/7              | 1/7              |                                                     |
| 1985  | I                | I liga                   | 10/10            | 10/10            |                                                     |
| 1986  | II               | II liga                  | 2/7              | 2/7              | Przegrane baraże o awans                            |
| 1987  | II               | II liga                  | 5/7              | 5/7              |                                                     |
| 1988  | II               | II liga                  | 5/8              | 5/8              |                                                     |
| 1989  | II               | II liga                  | 4/8              | 4/8              |                                                     |
| 1990  | II               | II liga                  | 8/10             | 8/10             |                                                     |
| 1991  | II               | II liga                  | 10/12            | 10/12            |                                                     |
| 1992  | II               | II liga                  | 11/11            | 11/11            |                                                     |
| 1993  | II               | II liga                  | 10/10            | 10/10            |                                                     |
| 1994  | II               | II liga                  | 9/10             | 9/10             |                                                     |
| 1995  | II               | II liga                  | 9/10             | 9/10             |                                                     |
| 1996  | II               | II liga                  | 6/12             | 6/12             |                                                     |

| Poziom ligowy | Liczba sezonów | Sezony                                                           |
| ------------- | -------------- | ---------------------------------------------------------------- |
| I             | 17             | 1953–1954, 1957–1958, 1963–1966, 1969–1974, 1978–1979, 1985      |
| II            | 27             | 1955–1956, 1959–1962, 1967–1968, 1975–1977, 1980–1984, 1986–1996 |

## Osiągnięcia

### Krajowe
Poniższe zestawienia obejmują osiągnięcia klubu oraz indywidualne osiągnięcia zawodników w rozgrywkach pod egidą PZM oraz GKSŻ.

#### Mistrzostwa Polski
Drużynowe mistrzostwa Polski
- 2. miejsce (3): 1969, 1970, 1973
- 3. miejsce (1): 1972

Mistrzostwa Polski par klubowych
- 2. miejsce (2): 1973, 1983

Indywidualne mistrzostwa Polski
- 2. miejsce (2):
  - 1969 – Paweł Waloszek
  - 1972 – Paweł Waloszek
- 3. miejsce (1):
  - 1975 – Paweł Waloszek

#### Pozostałe
Puchar PZM
- 2. miejsce (2): 1971, 1973

Złoty Kask
- 1. miejsce (2):
  - 1968 – Paweł Waloszek
  - 1970 – Jan Mucha
- 2. miejsce (5):
  - 1966 – Paweł Waloszek
  - 1970 – Paweł Waloszek
  - 1971 – Paweł Waloszek
  - 1974 – Jan Mucha
  - 1977 – Jan Mucha
- 3. miejsce (1):
  - 1973 – Jan Mucha

Srebrny Kask
- 2. miejsce (1):
  - 1962 – Jan Mucha

Brązowy Kask
- 2. miejsce (1):
  - 1983 – Krzysztof Bas

### Międzynarodowe
Poniższe zestawienia obejmują osiągnięcia klubu oraz indywidualne osiągnięcia zawodników krajowych (w zawodach drużynowych, par i indywidualnych) i zagranicznych (w zawodach indywidualnych) w rozgrywkach pod egidą FIM.

#### Mistrzostwa świata
Drużynowe mistrzostwa świata
- 1. miejsce (1):
  - 1965 –  Paweł Waloszek
- 3. miejsce (6):
  - 1962 –  Paweł Waloszek
  - 1968 –  Paweł Waloszek
  - 1970 –  Jan Mucha i Paweł Waloszek
  - 1971 –  Paweł Waloszek
  - 1972 –  Paweł Waloszek
  - 1974 –  Jan Mucha

Indywidualne mistrzostwa świata
- 2. miejsce (1):
  - 1970 –  Paweł Waloszek